# Lac de Perućac
Le lac de Perućac (en bosnien et en serbe : Perućačko jezero ; en serbe cyrillique : Перућачко језеро) est un lac de retenue situé en Bosnie-Herzégovine et en Serbie, sur la rivière Drina. Il est situé sur les territoires de la municipalité de Srebrenica en Bosnie-Herzégovine (république serbe de Bosnie) et de la municipalité de Bajina Bašta en Serbie.

## Caractéristiques

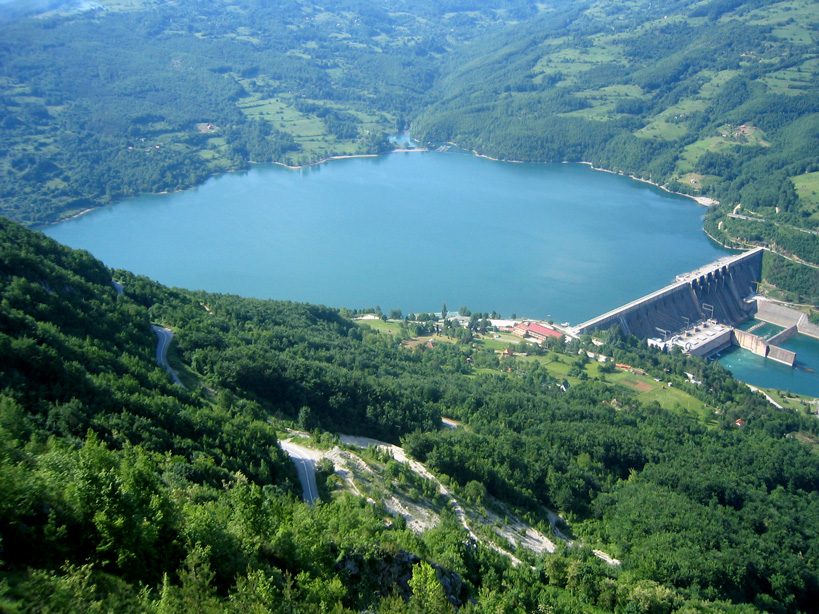
La centrale hydroélectrique de Bajina Bašta

Le lac de Perućac a été créé en 1966, à la suite de la construction d'un barrage sur la rivière Drina, à hauteur du village de Perućac, en Serbie. Il s'étend sur une superficie d'environ 12,4 km2, principalement dans la république serbe de Bosnie. Sa longueur totale est de 54 km, avec une largeur comprise entre 1 000 à 150 m.
En été, le lac attire les amateurs de baignade et de pêche.